# Temporada 1989-90 de los Milwaukee Bucks
La temporada 1989-90 fue la vigesimosegunda de los Milwaukee Bucks en la NBA. La temporada regular acabó con 44 victorias y 38 derrotas, ocupando el sexto puesto de la Conferencia Este, clasificándose para los playoffs, en los que cayeron en primera ronda ante los Chicago Bulls.

## Elecciones en elDraft
| Ronda | Puesto | Jugador      | Posición  | Nacionalidad   | Universidad |
| ----- | ------ | ------------ | --------- | -------------- | ----------- |
| 2     | 30     | Frank Kornet | Ala-Pívot | Estados Unidos | Vanderbilt  |

## Temporada regular
| División Central      | División Central | División Central | División Central | División Central | División Central | División Central | División Central | División Central |
| Equipo                | G                | P                | %                | PD               | Casa             | Fuera            | Div              |                  |
| --------------------- | ---------------- | ---------------- | ---------------- | ---------------- | ---------------- | ---------------- | ---------------- | ---------------- |
| y-Detroit Pistons     | 59               | 23               | .720             | –                | 35–6             | 24–17            | 22–8             |                  |
| x-Chicago Bulls       | 55               | 27               | .671             | 4                | 36–5             | 19–22            | 20–10            |                  |
| x-Milwaukee Bucks     | 44               | 38               | .537             | 15               | 27–14            | 17–24            | 14–16            |                  |
| x-Cleveland Cavaliers | 42               | 40               | .512             | 17               | 27–14            | 15–26            | 14–16            |                  |
| x-Indiana Pacers      | 42               | 40               | .512             | 17               | 28–13            | 14–27            | 16–14            |                  |
| Atlanta Hawks         | 41               | 41               | .500             | 18               | 25–16            | 16–25            | 15–15            |                  |
| Orlando Magic         | 18               | 64               | .220             | 41               | 12–29            | 6–35             | 4–26             |                  |

## Playoffs

### Primera ronda
Chicago Bulls  vs. Milwaukee Bucks
| Fecha       | Partido                                | Ciudad    |
| ----------- | -------------------------------------- | --------- |
| 27 de abril | Chicago Bulls 111, Milwaukee Bucks 97  | Chicago   |
| 29 de abril | Chicago Bulls 109, Milwaukee Bucks 102 | Chicago   |
| 1 de mayo   | Milwaukee Bucks 119, Chicago Bulls 112 | Milwaukee |
| 3 de mayo   | Milwaukee Bucks 86, Chicago Bulls 110  | Milwaukee |
|             | Chicago Bulls gana las series 3-1      |           |

## Estadísticas
| Rk | Jugador           | Edad | P  | PT | MP   | TC  | TCI  | %TC  | T3  | T3I | %T3  | TL  | TLI | %TL   | RO  | RD  | RT  | AS  | RB  | TAP | BP  | FP  | PTS  |
| -- | ----------------- | ---- | -- | -- | ---- | --- | ---- | ---- | --- | --- | ---- | --- | --- | ----- | --- | --- | --- | --- | --- | --- | --- | --- | ---- |
| 1  | Jay Humphries     | 27   | 81 | 81 | 34.8 | 6.1 | 12.4 | .494 | 0.3 | 0.9 | .300 | 2.8 | 3.5 | .786  | 1.0 | 2.3 | 3.3 | 5.8 | 1.9 | 0.1 | 1.9 | 3.1 | 15.3 |
| 2  | Alvin Robertson   | 27   | 81 | 81 | 32.1 | 5.9 | 11.7 | .503 | 0.0 | 0.3 | .154 | 2.4 | 3.3 | .741  | 2.8 | 4.1 | 6.9 | 5.5 | 2.6 | 0.2 | 2.7 | 3.5 | 14.2 |
| 3  | Jack Sikma        | 34   | 71 | 70 | 31.7 | 4.8 | 11.6 | .416 | 1.0 | 2.8 | .342 | 3.2 | 3.7 | .885  | 1.5 | 5.4 | 6.9 | 3.2 | 1.1 | 0.7 | 2.0 | 3.4 | 13.9 |
| 4  | Ricky Pierce      | 30   | 59 | 0  | 29.0 | 8.5 | 16.7 | .510 | 0.8 | 2.3 | .346 | 5.2 | 6.2 | .839  | 1.1 | 1.7 | 2.8 | 2.3 | 0.8 | 0.1 | 2.2 | 2.7 | 23.0 |
| 5  | Fred Roberts      | 29   | 82 | 66 | 27.3 | 4.0 | 8.1  | .495 | 0.0 | 0.1 | .182 | 2.4 | 3.0 | .783  | 1.3 | 2.5 | 3.8 | 1.8 | 0.7 | 0.3 | 1.6 | 2.6 | 10.5 |
| 6  | Jerry Sichting    | 33   | 1  | 0  | 27.0 | 0.0 | 6.0  | .000 | 0.0 | 0.0 |      | 3.0 | 4.0 | .750  | 0.0 | 0.0 | 0.0 | 2.0 | 0.0 | 0.0 | 0.0 | 1.0 | 3.0  |
| 7  | Brad Lohaus       | 25   | 52 | 17 | 26.0 | 4.1 | 8.9  | .458 | 0.9 | 2.3 | .380 | 1.0 | 1.5 | .701  | 1.5 | 4.1 | 5.5 | 2.0 | 0.8 | 1.3 | 1.2 | 2.8 | 10.0 |
| 8  | Paul Pressey      | 31   | 57 | 2  | 24.6 | 4.2 | 8.9  | .472 | 0.1 | 0.8 | .140 | 2.5 | 3.3 | .758  | 1.0 | 2.0 | 3.0 | 4.3 | 1.2 | 0.4 | 1.9 | 2.6 | 11.0 |
| 9  | Larry Krystkowiak | 25   | 16 | 7  | 23.8 | 2.7 | 7.4  | .364 | 0.0 | 0.1 | .000 | 1.6 | 2.1 | .788  | 1.0 | 3.8 | 4.8 | 1.6 | 0.6 | 0.1 | 1.2 | 2.6 | 7.0  |
| 10 | Greg Anderson     | 25   | 60 | 28 | 21.5 | 3.7 | 7.2  | .507 | 0.0 | 0.0 |      | 1.5 | 2.8 | .535  | 1.9 | 4.4 | 6.2 | 0.4 | 0.5 | 0.9 | 1.3 | 2.9 | 8.8  |
| 11 | Jeff Grayer       | 24   | 71 | 40 | 20.1 | 3.2 | 6.9  | .460 | 0.0 | 0.1 | .125 | 1.4 | 2.1 | .651  | 1.3 | 1.7 | 3.1 | 1.5 | 0.7 | 0.1 | 1.2 | 1.8 | 7.7  |
| 12 | Randy Breuer      | 29   | 30 | 8  | 18.5 | 2.9 | 6.2  | .462 | 0.0 | 0.0 |      | 1.1 | 1.7 | .627  | 1.4 | 2.8 | 4.2 | 0.4 | 0.3 | 1.1 | 0.9 | 2.1 | 6.8  |
| 13 | Ben Coleman       | 28   | 22 | 0  | 13.9 | 2.1 | 4.4  | .474 | 0.0 | 0.0 | .000 | 1.5 | 1.9 | .829  | 1.4 | 2.5 | 4.0 | 0.5 | 0.3 | 0.3 | 1.2 | 2.5 | 5.7  |
| 14 | Gerald Henderson  | 34   | 11 | 0  | 11.7 | 1.0 | 2.4  | .423 | 0.3 | 0.6 | .429 | 0.2 | 0.2 | 1.000 | 0.3 | 0.8 | 1.1 | 1.2 | 0.7 | 0.0 | 0.7 | 1.3 | 2.5  |
| 15 | Tony Brown        | 29   | 61 | 10 | 10.4 | 1.4 | 3.4  | .427 | 0.1 | 0.3 | .250 | 0.6 | 0.9 | .679  | 0.6 | 0.5 | 1.2 | 0.7 | 0.5 | 0.1 | 0.8 | 1.3 | 3.6  |
| 16 | Mike Dunleavy     | 35   | 5  | 0  | 8.6  | 0.8 | 2.8  | .286 | 0.4 | 1.8 | .222 | 1.4 | 1.6 | .875  | 0.0 | 0.4 | 0.4 | 2.0 | 0.2 | 0.0 | 1.6 | 1.4 | 3.4  |
| 17 | Frank Kornet      | 23   | 57 | 0  | 7.7  | 0.7 | 2.0  | .368 | 0.1 | 0.4 | .250 | 0.4 | 0.7 | .615  | 0.4 | 0.8 | 1.2 | 0.4 | 0.2 | 0.1 | 0.4 | 0.9 | 2.0  |
| 18 | Tito Horford      | 24   | 35 | 0  | 6.7  | 0.5 | 1.8  | .290 | 0.0 | 0.0 |      | 0.4 | 0.7 | .625  | 0.5 | 1.1 | 1.7 | 0.1 | 0.1 | 0.5 | 0.4 | 0.9 | 1.5  |

## Galardones y récords
| Jugador         | Galardón                               |
| Ricky Pierce    | Mejor sexto hombre de la NBA           |
| Alvin Robertson | 2.º Mejor quinteto defensivo de la NBA |